# Prunus henryi
Prunus henryi är en rosväxtart som först beskrevs av Camillo Karl Schneider, och fick sitt nu gällande namn av Emil Bernhard Koehne. Prunus henryi ingår i släktet prunusar, och familjen rosväxter. Inga underarter finns listade i Catalogue of Life.